# VAHAN
VAHAN (tiếng Armenia: ՎԱՀԱՆ) là loại súng trường tấn công do một kỹ sư và là người thiết kế vũ khí Vahan S. Manasian tại Armenia phát triển. Súng sử dụng cơ chế nạp đạn blowback có hãm để dễ dàng chế tạo cũng như có thể gắn lưỡi lê, ống phóng lựu GP-30 và ống nhắm. Súng rất giống với MBC-2 loại súng mà Manasian từng phát triển năm 1952 khi ông vẫn là người lính trong lực lượng Hồng Quân và ông đã dùng nó để phát triển khẩu VAHAN với ý định thay thế khẩu AK-47 trong lực lượng quân đội Armenia. Nhưng đến năm 2009 chính phủ Armenia vẫn không quan tâm đến việc thử nghiệm và sử dụng loại súng này vì lý do kinh tế.